# بادی بر

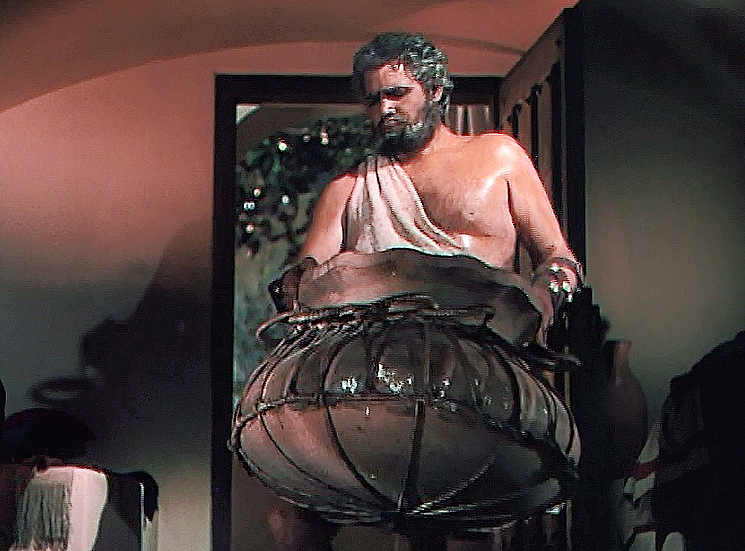
بادی بر - ۱۹۵۱

بادی بر (انگلیسی: Buddy Baer؛ ۱۱ ژوئن ۱۹۱۵ – ۱۸ ژوئیهٔ ۱۹۸۶) یک مشت‌زن و هنرپیشه اهل ایالات متحده آمریکا بود.

## مدعی قهرمان سنگین جهان
اوج کار بوکس او در دو تلاش او برای گرفتن قهرمانی بوکس سنگین وزن از جو لوئیس بود.